# Игдир (аеропорт)
Аеропорт Игдир (IATA: IGD, ICAO: LTCT) (тур. Iğdır Şehit Bülent Aydın Havalimanı) — цивільний аеропорт розташований за 16 км від центру міста Игдир, провінція Игдир, Туреччина. 
Відкритий для цивільного повітряного сполучення в липні 2012 року.

## Авіалінії та напрямки, серпень 2023
| Авіакомпанія     | Пункт призначення              |
| ---------------- | ------------------------------ |
| AnadoluJet       | Анкара, Стамбул–Сабіха Гьокчен |
| Pegasus Airlines | Стамбул–Сабіха Гьокчен         |
| SunExpress       | Ізмір                          |
| Turkish Airlines | Стамбул                        |

## Статистика
Див. джерело запитів Вікіданих та джерела.